# Залезянка
Залезянка (пол. Zalezianka) — село в Польщі, у гміні Лончна Скаржиського повіту Свентокшиського воєводства.
Населення — 423 особи (2011).
У 1975-1998 роках село належало до Келецького воєводства.

## Демографія
Демографічна структура станом на 31 березня 2011 року:
|          | Загалом | Допрацездатний вік | Працездатний вік | Постпрацездатний вік |
| -------- | ------- | ------------------ | ---------------- | -------------------- |
| Чоловіки | 203     | 46                 | 140              | 17                   |
| Жінки    | 220     | 51                 | 117              | 52                   |
| Разом    | 423     | 97                 | 257              | 69                   |